# FC Chomutov
FC Chomutov is een Tsjechische voetbalclub uit Chomutov. De club is in 1920 als ČSK opgericht, als club voor de Tsjechische minderheid in Chomutov.

## Naamswijzigingen
- 1920 – ČSK (Český sportovní klub)
- ? – SPOJOCEL
- ? – Sokol
- ? – Hutě
- ? – Baník
- ? – SK VTŽ
- ? – SK VT
- ? – ASK VT DIOSS
- ? – FC Chomutov (Footbal Club Chomutov, s. r. o.)
- ? – FK Chomutov (Fotbalový klub Chomutov, a. s.)
- ? – FC Chomutov (Footbal Club Chomutov, s. r. o.)

## Erelijst
| Nationaal sinds 1993 |    |         |
| Kampioen ČFL         | 1× | 1999/00 |